# La-Maddalena-Archipel
Der La-Maddalena-Archipel (Arcipelago di La Maddalena, auf Deutsch selten auch Magdaleneninseln) ist eine italienische Inselgruppe im Tyrrhenischen Meer vor der Nordostküste Sardiniens. Er gehört zur historischen Region Gallura und besteht aus etwa 62 Inseln. Die Hauptinsel mit dem gleichnamigen Hauptort ist La Maddalena. Sechs weitere Inseln von gewisser Größe sind Caprera, Santo Stefano, Spargi, Budelli, Santa Maria und Razzoli, alle weiteren Eilande sind kleiner als 1 km².
Die den gesamten Archipel umfassende Gemeinde La Maddalena hat 10.582 Einwohner (Stand 31. Dezember 2023) und gehört zur Provinz Nord-Est Sardegna der Autonomen Region Sardinien.

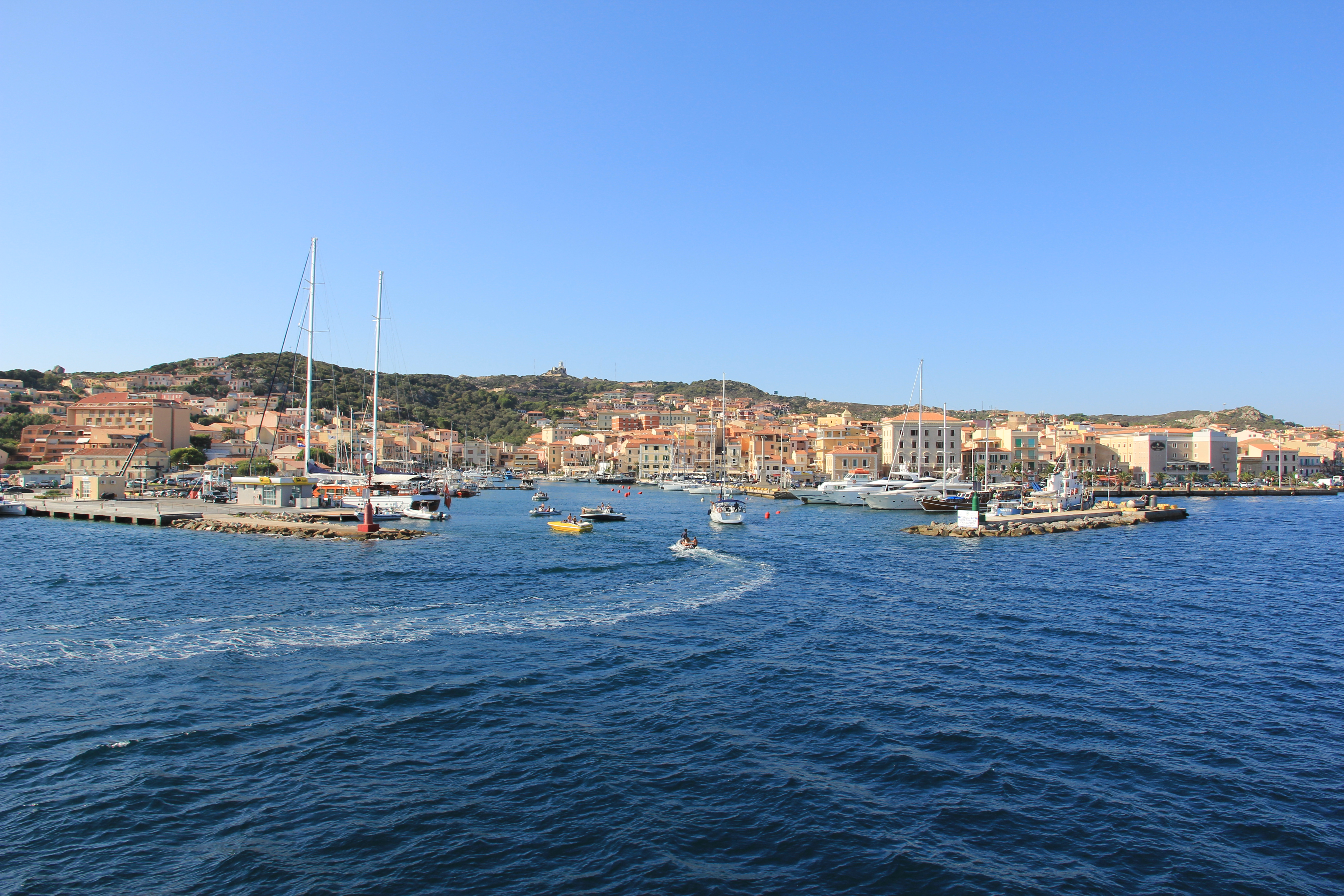
Hafen und Stadtzentrum

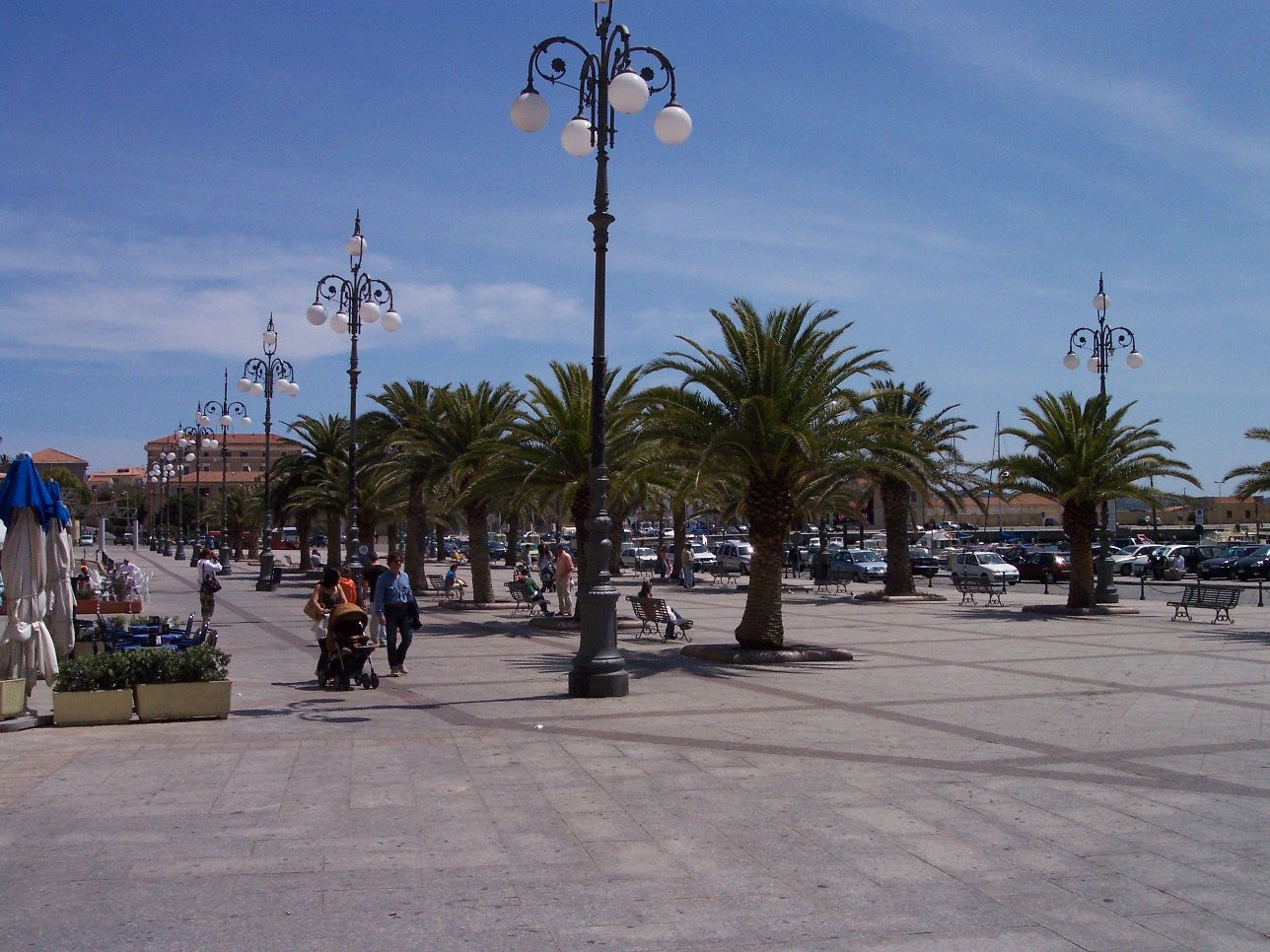
Uferpromenade

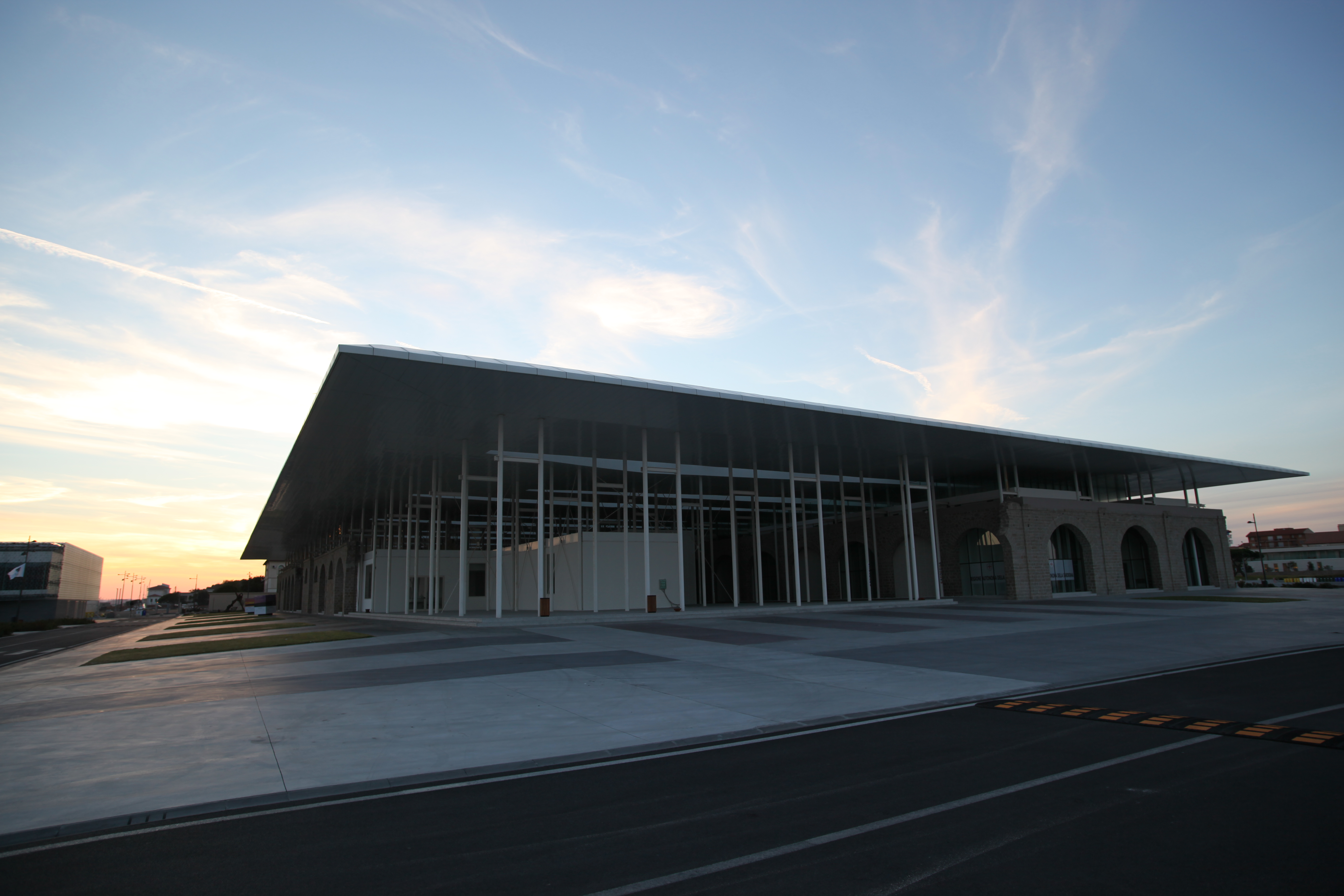
G8-Kongresszentrum im Arsenal

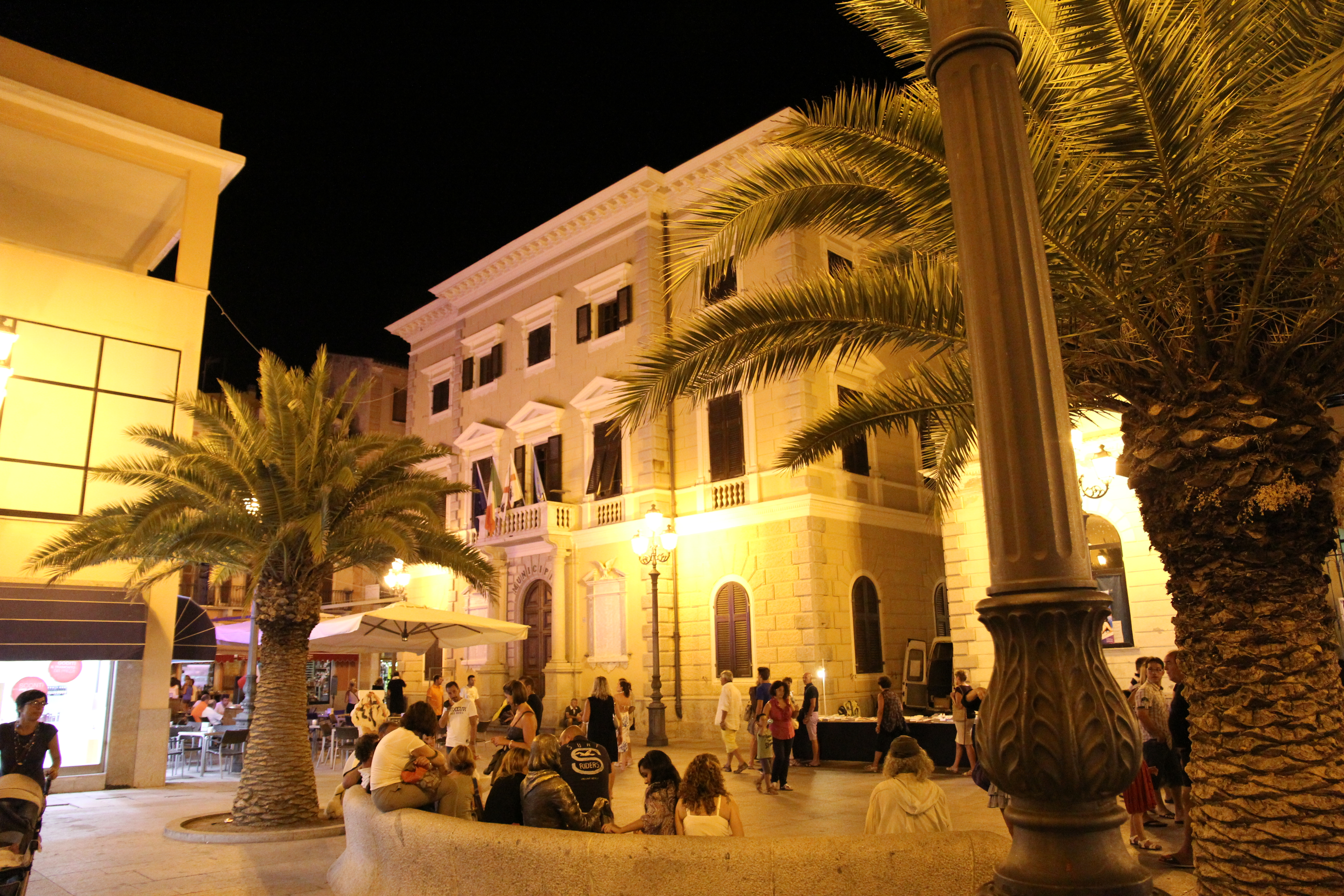
Rathaus

## Geographie
Die Inselgruppe liegt an der Straße von Bonifacio unmittelbar vor der Küste Sardiniens, zwischen Sardinien und Korsika. Sie bildet den Nationalpark La-Maddalena-Archipel, welcher mit korsischen Naturschutzgebieten zu einem grenzüberschreitenden Park ausgebaut werden soll. Die Inseln sind sehr felsig und haben sehr schöne Strände.

## Geschichte

### Bis zur frühen Neuzeit
Die Römer nannten die Inseln Ilva, Fussa und Bucina. Nach dem Ende des Weströmischen Reiches blieb die Inselgruppe unbewohnt, bis sich dort im 12. Jahrhundert Benediktiner ansiedelten. Wie ganz Sardinien war der Archipel zwischen den Seerepubliken Pisa und Genua umstritten, die in der Region gemeinsam gegen die Sarazenen gekämpft hatten. Im Mittelalter war der Archipel unter dem Namen Bicinara bekannt, ab dem 16. Jahrhundert dann als Santa Maria Magdalena, wobei die umgangssprachliche Bezeichnung isole intermedie oder „Zwischeninseln“ lange überwog. Nachdem 1584 die Osmanen die Benediktinerklöster verwüstet hatten, blieben die Inseln wiederum verwaist. Im 17. Jahrhundert ließen sich korsische Schäfer mit ihren Herden auf La Maddalena nieder, später folgten Fischer vom italienischen Festland. 1720 fiel das Königreich Sardinien an das in Turin residierende Haus Savoyen. Bald wurde der strategisch bedeutende Archipel an der Straße von Bonifacio zum Zankapfel zwischen den Savoyern und der Republik Genua, zu der Korsika bis 1769 gehörte.

### Der Marinestützpunkt
Im Jahr 1767 ordnete Karl Emmanuel III. von Savoyen an, die Inselgruppe militärisch zu besetzen und dort einen befestigten Marinestützpunkt anzulegen. Die ersten Befestigungsanlagen errichtete man auf der Hauptinsel bei Guardia Vecchia, es folgten die Festung San Vittorio, die Küstenbatterien Balbiano und Sant’Agostino, die Festungen Sant’Andrea, Santa Teresa (Sant’Elmo) und Carlo Felice. Der heutige Hauptort La Maddalena geht im Wesentlichen auf diese Befestigungsarbeiten zurück. Auf Santo Stefano errichtete man zunächst einen Wachturm, später dann die Festung San Giorgio.
Im Ersten Koalitionskrieg versuchte 1793 eine französische Flotte mit Landungskräften, welche zum Teil unter dem Befehl des späteren Kaisers Napoléon Bonaparte standen, die Inseln zu erobern, was im Gefecht bei La Maddalena scheiterte. Angeführt wurden die wenigen Verteidiger von dem Unteroffizier Domenico Millelire. In den folgenden Jahren nutzten britische Flottenverbände unter Admiral Nelson den Archipel als Ankerplatz. Auch die kleine sardisch-piemontesische Marine unter Giorgio Des Geneys blieb vor Ort.
Nach den napoleonischen Kriegen verloren die Befestigungsanlagen wegen der Weiterentwicklung der Artillerie und auch wegen mangelnder Instandhaltung viel von ihrem militärischen Wert. Zwischen 1852 und 1856 ließ die Regierung in Turin die Anlagen umfassend begutachten und ordnete dann im Juli 1857 ihre Desarmierung an. Teile wurden in der Folge als Strafgefangenenlager genutzt.
Als Frankreich 1881 mit Tunesien ein Land besetzte, das Italien zu seinem Einflussgebiet zählte, verschlechterten sich die französisch-italienischen Beziehungen dramatisch. Italien reagierte unter anderem mit dem Wiederaufbau des Marinestützpunktes La Maddalena. Diesen Schritt hatte man bereits seit 1873 in Erwägung gezogen, vollzog ihn dann aber erst ab 1887. Das Verteidigungssystem des Archipels wurde innerhalb von zehn Jahren auf den neuesten Stand gebracht. 1889 wurde ein Torpedoboot-Stützpunkt und ein Marinekrankenhaus eröffnet, 1891 begannen die Arbeiten am Marinearsenal, 1893 dann am Palazzo dell’ammiragliato, dem Admiralitätsgebäude, in dem das Marinekommando für Sardinien untergebracht wurde. Um 1900 waren die Arbeiten an dem Stützpunkt, der einschließlich seiner Ankerplätze nunmehr als unangreifbar galt, größtenteils abgeschlossen. Die Marine prägte den Ort La Maddalena weitgehend. Ab Ende des 18. Jahrhunderts stellte La Maddalena der Marine überproportional viele Seeleute, darunter den auf dem Archipel noch heute recht bekannten Marineoffizier Primo Longobardo.
Während der beiden Weltkriege waren in La Maddalena vorwiegend Torpedoboote und U-Boote stationiert. Große Kriegsschiffe der Hochseeflotte konnten in der Regel nur die geschützten Ankerplätze nutzten, da die Kaianlagen nicht ausreichten. Vor und während des Zweiten Weltkriegs versuchte man, den Archipel besser gegen Luftangriffe zu schützen, konnte aber nicht verhindern, dass alliierte Bomber am 10. April 1943 in La Maddalena schwere Schäden anrichteten, den Kreuzer Trieste versenkten und den Kreuzer Gorizia schwer beschädigten.
In den 1950er Jahren baute die Marina Militare den Stützpunkt und das schließlich 134.600 m² große Arsenal wieder auf, in dem in den 1970er Jahren knapp 700 Arbeiter beschäftigt waren. In den folgenden Jahrzehnten sank die Bedeutung des Stützpunktes und des Arsenals beständig, weswegen es nach der Jahrtausendwende ganz aufgelöst wurde. Für ein 2009 in La Maddalena geplantes und dann in L’Aquila abgehaltenes G8-Gipfeltreffen wurde auf dem Gelände des ehemaligen Arsenals ein Kongresszentrum errichtet, das dann weitgehend ungenutzt blieb. Die italienische Marine ist auf der Hauptinsel La Maddalena nur noch mit einer Unteroffizierschule vertreten.
Von August 1972 bis Februar 2008 unterhielt die United States Navy auf Santo Stefano einen Atom-U-Boot-Stützpunkt. Die Anwesenheit von Atom-U-Booten im Bereich des Nationalparks wurde nicht nur von der örtlichen Bevölkerung zunehmend kritisiert, insbesondere nachdem die Hartford im Oktober 2003 durch Grundberührungen beschädigt worden war. Im September 2007 zog die US Navy den dort stationierten U-Boot-Tender Emory S. Land schließlich ab und gab den Stützpunkt einige Monate später ganz auf. Seither betreibt ihn die italienische Marine, die 2016 einen begrenzten Aus- und Umbau der Kaianlagen angekündigt hat. Zu dem Stützpunkt auf Santo Stefano gehört auch das unterirdische Munitionsdepot Guardia del Moro.

## Wirtschaft und Verkehr
Nach dem weitgehenden Abzug des Militärs steht die Bevölkerung der Inselgruppe noch immer vor erheblichen wirtschaftlichen und sozialen Problemen. Während auf dem nahen Festland die wirtschaftlichen Aktivitäten im Lauf der Zeit etwas diversifiziert werden konnten, blieben die Inseln stark vom Militär abhängig. Zwar forderte man lange dessen Abzug, um das touristische Potenzial des Archipels besser nutzen zu können, hatte dann aber mit der Konversion der militärischen Einrichtungen (Yachthafen) weniger Erfolg als erwartet.
Die Hauptinsel La Maddalena kann per Boot von Palau auf Sardinien erreicht werden. In der Hauptsaison verbinden bis zu 80 Autofähren pro Tag La Maddalena mit dem sardischen Festland. Es gibt eine Brücke zur benachbarten Insel Caprera.

## Sonstiges
- Der lokale Dialekt, Isulanu genannt, ist ein südlicher Dialekt des Korsischen, mit Einflüssen aus dem Galluresischen (oft als Variante des Sardischen aufgefasst, strukturell aber dem Südkorsischen näher) und dem Dialekt von Genua.
- Teile von Caprera erwarb Ende 1856 der italienische Nationalheld Giuseppe Garibaldi, der dort zunächst in einer einfachen Hütte lebte, später ein großes Haus im Stil südamerikanischer Gutshäuser, die Casa Bianca baute und dort am 2. Juni 1882 starb. Er ist auch auf Caprera begraben, sein Haus ist heute ein Museum. Haus und Grab sind italienische Nationaldenkmale.
- Budelli hatte von 1989 bis 2021 nur einen Einwohner, den über 80 Jahre alten Mauro Morandi.[1]
- Die Telefonvorwahl lautet +39-0789.